# Purple (工藤静香のアルバム)
『Purple』（パープル）は、工藤静香の10枚目のスタジオ・アルバム。1995年8月2日発売。発売元はポニーキャニオン。

## 概要
工藤が大好きな色だという「Purple＝紫」がタイトルになっている。CD全体には濃いめの紫がイメージカラーとして使用されているが、実際に工藤が好きなのは俗に言う ″藤色″ だという。
シングル曲「Ice Rain」と「Moon Water」を収録。M-10「Venus」は「Ice Rain」とシングル化を争った曲である。
同時期に渋谷パルコ等で、油絵の個展（Aeri名義）が開かれており、個展の展覧会名も「Purple」であった。
TBS系列で放送されたドラマ『未成年』（1995年10月〜12月）では、第1話の冒頭で渋谷の街が写るシーンがあり、当時渋谷にあった壁画（プロモーションとして、本作のCDジャケットを壁にペインティングした広告）が一瞬写った。現在、レンタル等で流通しているビデオソフト・DVDで確認できるかは不明。
本作までは、日本国内ではカセットテープ盤が発売されていた。

## 収録曲
| 全作詞: 愛絵理。 |                          |           |           |          |      |
| #                | タイトル                 | 作詞      | 作曲      | 編曲     | 時間 |
| 1.               | 「Ice Rain」             | 愛絵理    | 都志見隆  | 門倉聡   | 6:02 |
| 2.               | 「Wing」                 | 愛絵理    | 松本俊明  | 澤近泰輔 | 4:33 |
| 3.               | 「Deadline」             | 愛絵理    | 都志見隆  | 羽田一郎 | 5:11 |
| 4.               | 「Tomorrow's river」     | 愛絵理    | 松本俊明  | 松浦晃久 | 6:19 |
| 5.               | 「Olivia」               | 愛絵理    | 松本俊明  | 門倉聡   | 5:33 |
| 6.               | 「Bloom」                | 愛絵理    | 都志見隆  | 末原康志 | 5:14 |
| 7.               | 「Moon Water」           | 愛絵理    | 谷本新    | 澤近泰輔 | 5:11 |
| 8.               | 「virgin flight -1996-」 | 愛絵理    | 都志見隆  | 澤近泰輔 | 5:04 |
| 9.               | 「さぎ草」               | 愛絵理    | 澤近泰輔  | 澤近泰輔 | 4:47 |
| 10.              | 「Venus」                | 愛絵理    | 都志見隆  | 澤近泰輔 | 5:04 |
| 合計時間:        | 合計時間:                | 合計時間: | 合計時間: | 52:58    |      |